# 张家口市行政区划
张家口市是河北省的省辖市，总面积36829平方千米，人口450.54万。市人民政府驻桥西区长青路，邮政编码075061。电话区号（0086）-0313。张家口市现辖六区、十县、三非正式行政区，其中，桥东区和桥西区是张家口市的主城区，另外还有宣化区、下花园区、万全区和崇礼区四个远辖区以及张家口市高新技术产业开发区、塞北管理区、察北管理区三个非正式行政区。
区和县的下一级的行政区是街道、镇和乡。街道设街道办事处，街道的下一级行政区是社区，社区设居民委员会。镇和乡的下一级行政区是村，村设村民委员会。全市分为13个镇，78个乡，街道办事处23个，居民委员会568个，村民委员会4181个。 

## 行政区划
张家口市下辖六区、十县、三非正式行政区。
- 六区：
  - 桥西区：  面积 141平方千米，人口23万。邮政编码075061。
  - 桥东区：  面积 113平方千米，人口25万。邮政编码075000（此邮政编码通用于桥东、桥西二区及高新区）。
  - 宣化区：  面积2371平方千米，人口59万。邮政编码075100。
  - 下花园区：面积 315平方千米，人口7万。 邮政编码075300。
  - 万全区：面积1158平方千米，人口22万。县人民政府驻孔家庄镇。      邮政编码076250。
  - 崇礼区：面积2326平方千米，人口12万。县人民政府驻西湾子镇。      邮政编码076350。
- 十县：
  - 张北县：面积4232平方千米，人口37万。县人民政府驻张北镇。        邮政编码076450。
  - 康保县：面积3365平方千米，人口28万。县人民政府驻康保镇。        邮政编码076650。
  - 沽源县：面积3601平方千米，人口23万。县人民政府驻平定堡镇。      邮政编码076550。
  - 尚义县：面积2621平方千米，人口19万。县人民政府驻南壕堑镇。      邮政编码076750。
  - 蔚县  ：面积3216平方千米，人口46万。县人民政府驻蔚州镇。        邮政编码075700。
  - 阳原县：面积1834平方千米，人口28万。县人民政府驻西城镇。        邮政编码075800。
  - 怀安县：面积1706平方千米，人口25万。县人民政府驻柴沟堡镇。      邮政编码076150。
  - 怀来县：面积1793平方千米，人口34万。县人民政府驻沙城镇。        邮政编码075400。
  - 涿鹿县：面积2799平方千米，人口33万。县人民政府驻涿鹿镇。        邮政编码075600。
  - 赤城县：面积5238平方千米，人口28万。县人民政府驻赤城镇。        邮政编码075500。
- 三非正式行政区：
  - 张家口市高新技术产业开发区：管理委员会驻张家口市桥东区盛华西大街。邮政编码075000。
  - 塞北管理区
  - 察北管理区

|  |  |

## 详细行政区划

### 桥西区
下辖新华街街道、大境门街道、明德北路街道、明德南路街道、堡子里街道、南营坊街道、工人新村街道、东窑子镇和沈家屯镇，共计7个街道2个镇，又细分为38个居民社区和29个行政自然村。
- 新华街街道（下辖7个社区）
  - 西豁子社区
  - 杏树院社区
  - 新华街社区
  - 北瓦盆窑社区
  - 南瓦一社区
  - 南瓦二社区
  - 新华苑社区
- 大境门街道（下辖5个社区）
  - 西岔社区
  - 西沟社区
  - 西山底社区
  - 黄土场社区
  - 平门社区
- 明德北路街道（下辖6个社区）
  - 蒙古营社区
  - 营城子社区
  - 中学街社区
  - 西沙河社区
  - 清河园社区
  - 附属医院社区
- 明德南路街道（下辖6个社区）
  - 长青路社区
  - 永丰街社区
  - 明德南社区
  - 白山南社区
  - 白山北社区
  - 元台子社区
- 堡子里街道（下辖4个社区）
  - 北关街社区
  - 武城街社区
  - 南城壕社区
  - 鼓楼西社区
- 南营坊街道（下辖5个社区）
  - 南茶坊社区
  - 教场坡社区
  - 西坝岗社区
  - 天宝南苑社区
  - 建设桥社区
- 工人新村街道（下辖4个社区）
  - 北新村社区
  - 南新村社区
  - 新村南路社区
  - 印台沟社区
- 东窑子镇（下辖19个自然村，镇政府驻东窑子村）
  - 东窑子村
  - 元宝山村
  - 东湾子村
  - 孤石村
  - 石匠窑村
  - 南天门村
  - 四岔村
  - 稍道沟村
  - 菜市村
  - 清河村
  - 红旗营村
  - 土井子村
  - 永丰堡村
  - 五墩台村
  - 翠屏庵村
  - 马家梁村
  - 虎头梁村
  - 瓦盆窑村
  - 南茶坊村
- 沈家屯镇（下辖1个社区和10个自然村，镇政府驻沈家屯村）
  - 新盛社区
  - 沈家屯村
  - 高家屯村
  - 闫家屯村
  - 四杰屯村
  - 许家庄村
  - 张家坊村
  - 东辛庄村
  - 陈家堡村
  - 腰站堡村
  - 下营屯村

### 桥东区
下辖红旗楼街道、胜利北路街道、五一路街道、花园街街道、工业路街道、南站街道、马路东街道、老鸦庄镇和姚家庄镇，共计7个街道2个镇，又细分为51个居民社区和18个行政自然村。
- 红旗楼街道（下辖个11社区）
  - 茶坊社区
  - 铁道东社区
  - 工人村北社区
  - 工人村东社区
  - 工人村南社区
  - 工人村西社区
  - 汉桥街南社区
  - 红旗楼北社区
  - 红旗楼南社区
  - 建国南路社区
  - 胜利南路社区
- 胜利北路街道（下辖11个社区）
  - 福安街社区
  - 建国路社区
  - 杨家坟社区
  - 向阳坡社区
  - 陵园路社区
  - 东山路社区
  - 汉桥街北社区
  - 南口社区
  - 铁路社区
  - 德胜路社区
  - 土尔沟社区
- 五一大街街道（下辖9个社区和1个自然村）
  - 马路街社区
  - 兴中街社区
  - 黑石坝社区
  - 王家坟社区
  - 陵园北路社区
  - 陵园东路社区
  - 五一大街社区
  - 鱼儿山社区
  - 建国北路社区
  - 口里东窑子村
- 花园街街道（下辖8个社区）
  - 东河沿社区
  - 宣化路社区
  - 怡安街社区
  - 花园街社区
  - 宝善街社区
  - 建东街社区
  - 建社里社区
  - 商务街社区
- 钻石路街道（下辖7个社区）
  - 中横街社区
  - 光明街社区
  - 菜园街社区
  - 桥南街社区
  - 惠安苑社区
  - 吉安社区
  - 学院路社区
- 南站街道（下辖3个社区）
  - 新车站社区
  - 开发区社区
  - 朝阳社区
- 马路东街道（下辖2个社区）
  - 燕兴社区
  - 纬一路社区
- 老鸦庄镇(下辖9个自然村，镇政府驻老鸦庄村)
  - 老鸦庄村
  - 高庙堡村
  - 前屯村
  - 柳树屯村
  - 上小站村
  - 下小站村
  - 宁远堡村
  - 吉家房村
  - 流平寺村
- 姚家庄镇（下辖8个自然村，镇政府驻姚家庄村）
  - 姚家庄村
  - 南庄村
  - 东榆林村
  - 西榆林村
  - 玉宝墩村
  - 小辛庄村
  - 王家寨村
  - 中榆林村

## 历史变更

### 1949年以前
张家口市是原中华民国察哈尔省省会。
1934年由商都县析置设立尚义设治局，由张北县析置设立崇礼设治局。
1936年撤销尚义设治局，设立尚义县（县治大青沟镇），撤销崇礼设治局，设立崇礼县（县治西湾子镇）。
1948年由宣化县析置设立地级的宣化市，下设第一区，第二区，下花园矿区，庞家堡矿区（解放日镇）。同年，沽源县驻地由小河子镇迁至平定堡镇。

### 1949~1960年
1949年中华人民共和国成立时，察哈尔省由中华人民共和国中央人民政府直接领导，张家口市为察哈尔省辖市、省人民政府驻地。当时的察哈尔省辖张家口、大同、宣化3市及雁北、察南、察北3专区，共32县，其中察南专区，专署驻宣化市，辖宣化、万全、龙关、赤城、四海（由热河省丰宁县西南部析置，以四海堡为名）、延庆、怀来、涿鹿、蔚县、阳原、天镇、怀安等12县。察北专区，专署驻张北县。辖张北、康保、宝源（由原宝昌、沽源合并）、多伦、崇礼、尚义、商都、化德等8县。 尚义县驻地由大青沟镇迁至南壕堑镇。
1950年撤销宝源县，复设宝昌、沽源2县。将宝昌、化德、多伦3县划归内蒙古自治区。察北专区改辖6县。    
1952年8月撤销察南专区，所属各县由察哈尔省直接领导。同年，察哈尔省建制也被撤销，原察哈尔省辖区并入河北、山西2省：张家口市划归河北省，大同市划归山西省，宣化市及宣化、万全、龙关、赤城、延庆、怀来、涿鹿、蔚县、阳原、怀安等10县划归河北省，天镇县划归山西省，原察南专区也被划归河北省。设立张家口专区，行政区划辖张家口市第一区、第二区、第三区、第四区、宣化市第一区、第二区、下花园矿区、庞家堡矿区、赤城、龙关、延庆、怀来、宣化、涿鹿、万全、怀安、阳源、蔚县、崇礼、张北、沽源、康保、 尚义、商都共计6区2矿区16县，其中张家口、宣化二市由河北省直辖。怀安县驻地由怀安镇迁至柴沟堡镇，蔚县驻地由城关镇迁至西合营镇。
1954年，内蒙古自治区兴和县部分地区划归尚义县。
1955年，赤城县3个村划归怀柔县（当时怀柔县属河北省）。同年8月8日，撤消宣化市，其行政区域全部划归张家口市，原城关镇改为张家口市的一个镇；原庞家堡、下花园2个矿区改为张家口市的2个区。12月18日，张家口市第一区更名为桥东区；第二、三区合并为桥西区；第四区更名为七里茶坊区；原宣化市城关镇更名为张家口市宣化镇；宣化市庞家堡矿区更名为张家口市庞家堡区；原宣化市下花园矿区更名为张家口市下花园区。
1956年4月5日，下花园区改为县级的下花园镇。4月13日，龙关县下斗营乡划归怀来县。4月18日，赤城县部分乡划归延庆县（当时属河北省）。7月2日，沽源县部分村划归张北县。8月2日，怀来县部分划归涿鹿县。10月8日，怀来县部分村划归延庆县。
1958年4月28日经国务院批准，张家口市划归张家口专署管辖。10月，延慶縣劃歸北京市。12月20日，撤销沽源、康保、尚义、商都4县，其行政区域全部划归张北县。撤销万全县，其行政区域全部划归怀安县，同时撤销阳原县，其行政区域全部划归蔚县，撤销宣化县，其行政区域划归蔚县和张家口市，撤销涿鹿县，其行政区域全部划归怀来县。撤销赤城县，其行政区域全部划归龙关县。撤销崇礼县，其行政区域全部划归张家口市。
1959年2月，恢复张家口市茶坊区（原七里茶坊区）。5月13日，张家口市改为河北省直接领导；撤销张家口专区，所属的张北、蔚县、怀安、怀来、龙关5县划归张家口市；张家口市所属的宣化镇改设为宣化区。5月25日，下花园镇改设为下花园区。同年，蔚县驻地由西合营镇迁至城关镇。
1960年3月7日，撤消张家口市茶坊、下花园2个区。5月12日，龙关县更名为赤城县，同日驻地由龙关镇迁至赤城镇。5月26日，设立宣化市，以张家口市原宣化区、下花园公社和原赤城县部分公社为宣化市的行政区域，宣化市由张家口市代管。

### 1961年~1970年
1961年5月23日，恢复张家口专员公署，并对行政区划进行了较大调整。6月5日，撤消张家口市桥东、桥西2区，设立花园、东安、大境门、明德、武城5区，原宣化市领导的下花园区划归张家口市，庞家堡公社改为庞家堡区，由宣化市领导。7月9日，国务院第111次全体会议对全国的行政区划进行了大规模调整，决定河北省恢复41个县，2个自治县的建制，其中：设立沽源县，以原沽源县并入张北县的区域为沽源县的行政区域，设立尚义县，以原尚义县并入商都县的区域为尚义县的行政区域，设立康保县，以原康保县并入张北县的区域为康保县的行政区域，设立阳原县，以原阳原、宣化2县并入蔚县的区域为阳原县的行政区域，设立宣化县，以原宣化县并入宣化市的区域和宣化市的部分区域为宣化县的行政区域，设立涿鹿县，以原涿鹿县并入怀来县的区域为涿鹿县的行政区域，设立崇礼县，以原崇礼县并入张家口市的区域为崇礼县的行政区域。
1962年3月7日，商都县划归内蒙古自治区。3月27日，恢复万全县，以合并于怀安县的原万全县区域为万全县的行政区域。8月27日，阳原县的部分村划归山西省广灵县。
1963年2月23日，宣化市被撤消，其行政区域并入张家口市。3月2日，撤消张家口市大境门、明德、武城、东安、花园5个区的建制，设立宣化、桥东、桥西、茶坊4个区的建制。
1964年12月21日，将张家口市部分村分别划归万全、宣化、崇礼3个县。
1965年6月16日，张家口市东窑子公社的西甸子村被划入归崇礼县。10月8日，设立张家口市郊区。
1967年12月，张家口专区改为张家口地区。

### 1971年~1980年
1971年~1980年之间没有行政区划的变更。

### 1981年~1990年
1983年11月15日，张家口市改由河北省直接领导，张家口地区的宣化县划归张家口市管辖。
1989年12月20日，撤销张家口市庞家堡区和茶坊区，将原茶坊区分别划归桥东区、桥西区管辖，将原庞家堡区划归宣化县管辖。

### 1991年~2000年
1992年年底，经河北省人民政府批准设立的省级高新技术产业开发区，为一区两片（张家口市片，宣化片）。
1993年7月1日，撤销张家口地区，实行地、市合并，称张家口市。将原张家口地区管辖的张北、康保、沽源、尚义、蔚县、阳原、怀安、万全、怀来、涿鹿、赤城、崇礼等12县划归张家口市管辖。
2000年河北省政府批准高新区升格为省级经济技术开发区，成为张家口市的1个非正式行政区，管理委员会驻张家口市桥东区盛华西大街。

### 2001年~2020年
2016年1月，张家口市部分行政区划调整获国务院批复，撤销宣化县、宣化区，设立新的宣化区，以原宣化县、宣化区的行政区域为新的宣化区的行政区域，政府驻地在原宣化区人民政府驻地；撤销万全县、崇礼县，设立万全区、崇礼区，管辖范围和政府驻地不变。

## 远景规划
未来的张家口市域内规划期末，本市城镇等级规模结构分为四级，首级市域中心城市为张家口市区（桥东区、桥西区）；第二级为5个中小城市，即沙城（怀来县）、张北、蔚州（今蔚县）3个中等城市，涿鹿、阳原2个小城市；第三级为柴沟堡、西湾子等7个县城，第四级为84个建制乡镇。
1. ↑  http://mp.weixin.qq.com/s?__biz=MzA4NjUyMjMzMA==&mid=402311654&idx=1&sn=e0d76966d3c2ee0f48db05c035f77b77&scene=23&srcid=0127El7eJ7Nm7JsDapykW8EX#rd